# Comitatul Pepin, Wisconsin
Comitatul Pepin este unul cele 72 de comitate din statul Wisconsin din Statele Unite ale Americii. Sediul acestuia este Durand. Conform recensământului din anul 2000, populația sa a fost 7.213 de locuitori.

## Geografie
Conform datelor furnizate de United States Census Bureau, comitatul Pepin este cel mai mic din statul  Wisconsin, având o arie totală de 644,65 km2 (sau 249 sqmi), dintre 600,62 km2 (sau 232 sqmi) este uscat, iar restul de 44,03 km2 (sau 16 sqmi, adică 6.59%) este apă.

### Drumuri importante
| - U.S. Highway 10 - Highway 85 (Wisconsin) - Highway 35 (Wisconsin) - Highway 25 (Wisconsin) |

### Comitate adiacente
- Comitatul Pierce - nord-vest
- Comitatul Dunn - nord
- Comitatul Eau Claire - est
- Comitatul Buffalo - sud
- Comitatul Wabasha,  Minnesota - sud-vest
- Comitatul Goodhue, Minnesota - vest

## Demografie
|  | Graficele sunt indisponibile din cauza unor probleme tehnice. Mai multe informații se găsesc la Phabricator și la wiki-ul MediaWiki. |

Date: Wikidata - grafică realizată de Wikipedia